# 존 M. 추
존 M. 추(영어: Jon M. Chu, 1979년 11월 2일 ~ )는 미국의 영화 감독이다.

## 작품 목록
- 스텝업 2 (2008)
- 스텝업 3D (2010)
- 저스틴 비버: 네버 세이 네버 (2011)
- 지.아이.조 2 (2013)
- 빌리브 3D (2013)
- 젬 앤 더 홀로그램 (2015)
- 나우 유 씨 미 2 (2016)
- 크레이지 리치 아시안 (2018)
- 인 더 하이츠 (2021)
- 위키드 (2024)
- 위키드: 포 굿 (2025)